# Chris Messina (acteur)
Pour les articles homonymes, voir Chris Messina.
Chris Messina est un acteur et réalisateur de cinéma américain, né le 11 août 1974 à Northport (État de New York).

## Filmographie

### Acteur

#### Cinéma
- 1998 : Les Joueurs (Rounders) de John Dahl : Higgins
- 1998 : Couvre-feu (The Siege) d'Edward Zwick : caporal
- 1998 : Vous avez un mess@ge (You've Got Mail) de Nora Ephron : vendeur chez Fox
- 2000 : Turn It Up de Robert Adetuyi : Baz
- 2001 : Ordinary Sinner de John Henry Davis : Silvoi
- 2005 : Bittersweet Place d'Alexandra Brodsky : Seymour
- 2005 : The Crooked Corner de James Savoca : le neveu
- 2005 : Road de Leslie McCleave : Larry
- 2006 : Ira & Abby de Robert Cary : Ira Black
- 2007 : Nothing Is Private d'Alan Ball : Barry
- 2008 : Humboldt County de Darren Grodsky et Danny Jacobs : Max
- 2008 : Le Témoin amoureux (Made of Honor) de Paul Weiland : Dennis
- 2008 : Vicky Cristina Barcelona de Woody Allen : Doug
- 2009 : Brief Interviews with Hideous Men de John Krasinski : le sujet n°19
- 2009 : Away We Go de Sam Mendes : Tom Garnett
- 2009 : Julie et Julia de Nora Ephron :  Eric Powell
- 2010 : Greenberg de Noah Baumbach : Phillip Greenberg
- 2010 : Monogamy de Dana Adam Shapiro : Theo
- 2010 : An Invisible Sign de Marilyn Agrelo : Ben Smith
- 2010]: Devil de Drew Dowdle et John Erick Dowdle : le détective Bowden
- 2011 : À la folie (Like Crazy) de Drake Doremus : Mike Appletree
- 2011 : The Trouble with Bliss de Michael Knowles : NJ
- 2012 : Celeste & Jesse Forever de Lee Toland Krieger : Paul
- 2012 : 28 Hotel Rooms de Matt Ross : l'homme
- 2012 : Elle s'appelle Ruby (Ruby Sparks) de Jonathan Dayton et Valerie Faris : Harry
- 2012 : Argo de Ben Affleck : Malinov
- 2012 : The Giant Mechanical Man de Lee Kirk : Tim
- 2012 : Fairhaven de Tom O'Brien : Dave
- 2013 : Palo Alto de Gia Coppola : Mitch
- 2014 : Alex of Venice de Chris Messina : George
- 2014 : Manglehorn de David Gordon Green : Jacob
- 2015 : Cake de Daniel Barnz : Jason, l'ex mari de Claire
- 2015 : Digging for Fire de Joe Swanberg : Billy Tango
- 2016 : Un mec ordinaire (Ordinary World) de Lee Kirk : Jake
- 2016 : The Sweet Life de Rob Spera : Kenny Pantalio
- 2016 : Live by Night de Ben Affleck : Dion Bartolo
- 2017 : Blame de Quinn Shephard : Jeremy Woods
- 2019 : The True Adventures of Wolfboy de Martin Krejci : Denny
- 2019 : Zeroville de James Franco : Brian de Palma
- 2020 : Birds of Prey de Cathy Yan : Victor Zsasz
- 2020 : She Dies Tomorrow d'Amy Seimetz : Jason
- 2020 : Histoires d'amour (Love is Love is Love) d'Eleanor Coppola : Jack
- 2020 : I Care a Lot de J Blakeson : Dean Ericson
- 2020 : The Secrets We Keep de Yuval Adler : Lewis
- 2022 : Call Jane de Phyllis Nagy
- 2023 : Air de Ben Affleck : David Falk
- 2023 : The Boogeyman de Rob Savage : Will
- 2024 : Juré n°2 (Juror #2) de Clint Eastwood : Eric Resnick

#### Télévision

##### Séries télévisées
- 1995 : New York, police judiciaire d'Edwin Sherin (en) : Tommy Bell (saison 6, épisode 2 Rebels)
- 1996 : New York, police judiciaire de Matthew Penn  : Kevin Turner (saison 6, épisode 22 Homesick)
- 2000 : New York 911 de Jace Alexander : Charlie (saison 2, épisode 10 History)
- 2001 : Big Apple de Charles Haid : Ricky (saison 1, épisode 5 A Ministering Angel)
- 2003 : New York, police judiciaire de Matthew Penn : Don Cushman (saison 13, épisode 16 Suicide Box)
- 2005 : Six Feet Under d'Alan Ball : Ted Fairwell (saison 5)
- 2007 : Medium de Leslie Libman : Casey Edward Frank (saison 3, épisode 8 The Whole Truth)
- 2011-2012 : Damages : Chris Sanchez
- 2012-2014 : The Newsroom : Reese Lansing
- 2012-2017 : The Mindy Project : Danny Castellano
- 2015 : HitRECord on TV de John Leonard : Gene Casey (épisode Re : The Dark )
- 2015 : OM City de Tom O'Brien : Joseph (épisode Can't Stop)
- 2018 : Sharp Objects de Marti Noxon, réalisée par Jean-Marc Vallée : détective Richard Willis
- 2020 : The Sinner : Nick Haas
- 2022 : Gaslit : Angelo Lano
- 2023 : Based on a True Story : Nathan Bartlett

##### Téléfilms
- 2009 : Anatomy of Hope de J.J. Abrams : Docteur Gary Kaplan
- 2019 : Dark Cargo de Lodge Kerrigan : Joe Dobbs

#### Clip
- I'm Not the Only One de Sam Smith

### Réalisateur
- 2014 : Alex of Venice

## Voix françaises
| - Alexis Victor dans : - Vicky Cristina Barcelona - Julie et Julia - Greenberg - Argo - Cake - Manglehorn - I Care a Lot - Gaslit (série télévisée) - Based on a True Story (série télévisée) - Juré n° 2 - Bernard Gabay dans : - The Newsroom (série télévisée) - Palo Alto - The Sinner (série télévisée) - Le Croque-mitaine - Thierry Wermuth dans : - Ira and Abby - Air | Et aussi - Guillaume Clayssen dans Six Feet Under (série télévisée) - Boris Rehlinger dans Away We Go - Nessym Guetat dans Damages (série télévisée) - Serge Faliu dans Devil - Cédric Dumond dans Elle s'appelle Ruby - Xavier Fagnon dans The Mindy Project (série télévisée) - Laurent Morteau dans Live by Night - Philippe Roullier dans Sharp Objects (série télévisée) - Benjamin Penamaria dans Birds of Prey - Julien Sibre dans The Secrets We Keep |